# گلید (واشینگتن)
گلید (به انگلیسی: Gleed) یک منطقهٔ مسکونی در ایالات متحده آمریکا است که در شهرستان یاکیما، واشینگتن واقع شده‌است. گلید ۱۳٫۹ کیلومتر مربع مساحت و ۲٬۹۰۶ نفر جمعیت دارد و ۳۸۲ متر بالاتر از سطح دریا واقع شده‌است.